# Deschaillons-sur-Saint-Laurent
Deschaillons-sur-Saint-Laurent est une municipalité du Québec faisant partie de la municipalité régionale de comté de Bécancour et de la région administrative du Centre-du-Québec.

## Toponymie
Deschaillons doit son nom au seigneur Pierre de Saint-Ours, qui a obtenu du roi de France cette concession située sur les bords du fleuve Saint-Laurent. Pierre de Saint-Ours était initialement seigneur de L'Échaillon, dans le Dauphiné en France, et il donna à cette nouvelle seigneurie située en Nouvelle-France ce nom dérivé qu'est Deschaillons, pour commémorer le souvenir de ses ancêtres, ainsi que cette première possession seigneuriale en terre française.

## Histoire
Deschaillons trouve ses origines de la concession seigneuriale obtenue le 25 avril 1674 par le chevalier Pierre de Saint-Ours. Louis de Buade, comte de Frontenac, alors gouverneur de la Nouvelle-France, lui concéda au nom du Roi de France deux lieues (8,9 km) le long du fleuve Saint-Laurent, par deux lieues de profondeur dans les dites terres.

Au cours des premières années, le seigneur de Saint-Ours concéda des terres pour défrichement et exploitation agricole à une vingtaine de colons, dont certains avaient comme noms de famille des appellations toujours présentes dans le village (Auger, Barabé, Beaudet, Mailhot, Tousignant...).

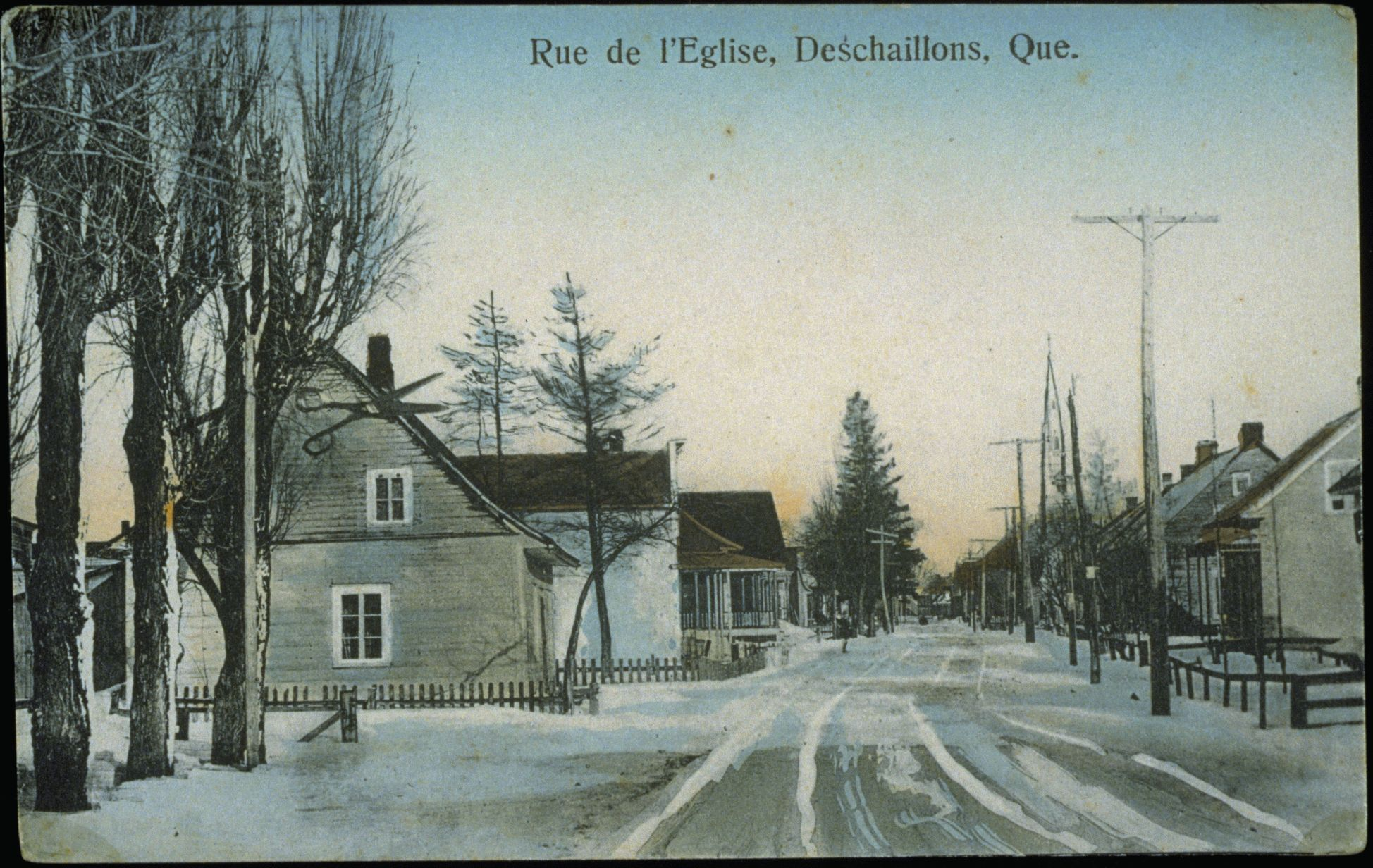
Rue principale, Deschaillons-sur-Saint-Laurent (début XXe siècle)

Pierre de Saint-Ours fut préalablement nommé seigneur de domaines maintenant situés à Saint-Ours (1668) et à l'Assomption (1672). Tout indique qu'il s'occupa davantage de ces seigneuries, situées près l'une de l'autre, à proximité de Montréal.
La seigneurie de Deschaillons demeurera au sein de la descendance des Saint-Ours jusqu'à ce que ce territoire soit constitué en municipalité le 12 mai 1835. Le village fut par la suite détaché de la paroisse de Deschaillons le 22 juillet 1939, en prenant le nom de Deschaillons-sur-Saint-Laurent. Le regroupement, le 23 mai 1990, des municipalités de Deschaillons et de Deschaillons-sur-Saint-Laurent sous le nom de cette dernière, constituera un retour du balancier.

## Géographie
Deschaillons-sur-Saint-Laurent est situé dans les basses-terres du Saint-Laurent. Son territoire est principalement plat et surplombe la rive sud de l'estuaire fluviale du Saint-Laurent le long de la route 132. Deschaillons-sur-Saint-Laurent se trouve à 55 kilomètres à l'est de Trois-Rivières et 85 kilomètres à l'ouest de la ville de Québec.
Le village a une superficie totale de 36 km2, et  est bordé par les municipalités de Parisville au sud, Saint-Pierre-les-Becquets à l'ouest, Leclercville à l'est, et le fleuve Saint-Laurent côté nord.
Sur la plan géologique, son sous-sol date de l'âge ordovicien. Il est surtout composé de shale gris, silteux et micacé, contenant des interlits de grès à grain fin, de siltstone et de calcaire gréseux.
La Petite rivière du Chêne délimite le sud-ouest de la municipalité puis la traverse en coulant vers le nord-est jusqu'à son embouchure dans l'estuaire à la limite nord-est de la municipalité.

## Démographie
| 1996  | 2001  | 2006  | 2011 | 2016 | 2021 |
| ----- | ----- | ----- | ---- | ---- | ---- |
| 1 060 | 1 061 | 1 009 | 954  | 909  | 906  |

L’âge moyen de la population en 2021 est de 53,1 ans.

## Administration
Les élections municipales se font en bloc pour le maire et les six conseillers.
| Deschaillons-sur-Saint-Laurent Maires depuis 2001                                        |                 |         |          |
| Élection                                                                                 | Maire           | Qualité | Résultat |
| 2001                                                                                     | Christian Baril |         | Voir     |
| 2005                                                                                     | Christian Baril | Voir    |          |
| 2009                                                                                     | Christian Baril | Voir    |          |
| 2013                                                                                     | Christian Baril | Voir    |          |
| 2017                                                                                     | Christian Baril | Voir    |          |
| 2021                                                                                     | Christian Baril | Voir    |          |
| NB: Depuis 2005, les élections sont simultanées dans toutes les municipalités du Québec. |                 |         |          |

## Économie
Au cours des trois premiers siècles, le développement de l’agriculture, de l’élevage, de la navigation et, plus tard, l’établissement de plusieurs briqueteries rendu possible grâce au sol argileux le long des berges du fleuve, auront constitué les principales activités économiques des habitants de Deschaillons.

L'agriculture et la production laitière constituent jusqu'à maintenant des activités importantes, quoique le nombre de fermes ait grandement diminué au cours des dernières décennies. Les terres mises en exploitation demeurent stables, mais appartiennent à une quantité de plus en plus faible d'exploitations familiales.

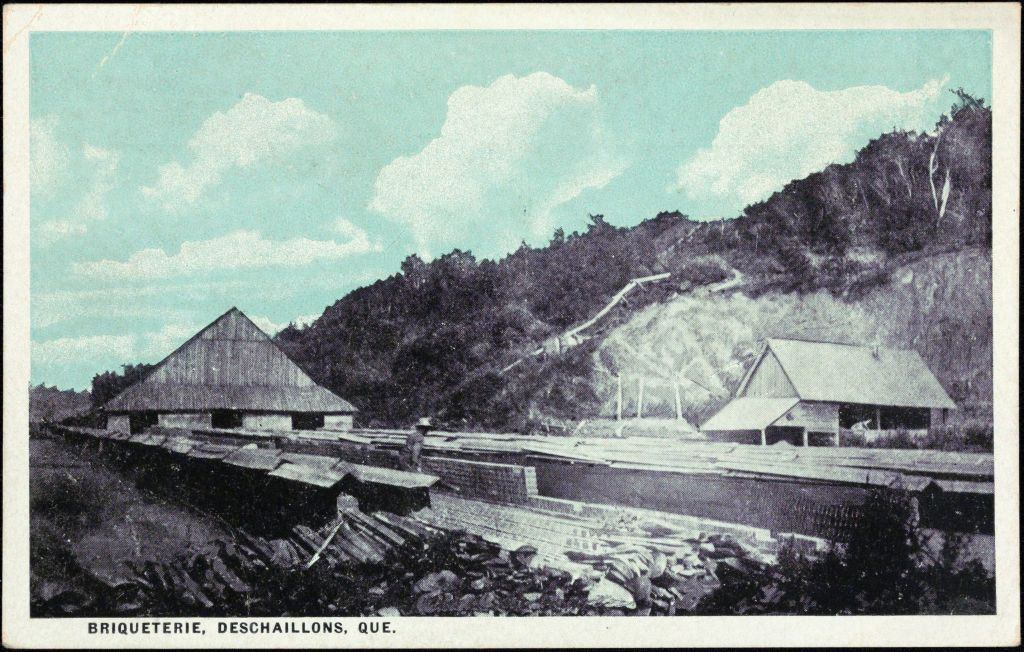
Ancienne briqueterie, Deschaillons-sur-Saint-Laurent

Pendant plus d'un siècle, la fabrication de briques aura occupé une place importante dans l'économie de Deschaillons. On dénombrait vingt-et-une briqueteries en 1915, lesquelles écoulaient leur production par bateau aussi loin qu'à Québec. C'est dans les années 1980 que la dernière usine fermera ses portes.
Aujourd'hui, la majorité des emplois se trouve dans le secteur des services. Deschaillons est devenu un carrefour de services dans la sous-région, principalement dans la distribution de chaussures et de vêtements, l'alimentation, les services vétérinaires, les soins de beauté et coiffure, etc.
En raison de son positionnement géographique hors du commun (village riverain avec terrains surplombant majestueusement le fleuve Saint-Laurent), Deschaillons est un lieu de villégiature qui accueille chaque été quelques centaines de résidants supplémentaires, grâce à l'abondance de chalets saisonniers, un grand camping (Cap à la Roche), et un gîte et chalets (Le Domaine d’Eschaillons).

## Personnalités
Pamphile Le May, romancier, poète, conteur, bibliothécaire et avocat, a vécu les dernières années de sa vie à Deschaillons, de 1912 jusqu'à son décès le 11 juin 1918. Il était natif de Lotbinière.

## Attraits
- Plage sablonneuse (une des plus grandes et belles plages sur la rive du sud du fleuve Saint-Laurent, entre Montréal et Québec)
- La Roche à Mailhot
- Halte routière, phare maritime et belvédère (même emplacement)
- Sentier pédestre, de ski de fond et raquette
- Fromagerie Deschaillons
- Marché public pour les producteurs de la région (les samedis, pendant la saison estivale)
- Bibliothèque
- Marina (Club nautique d'Eschaillons)
- Parcours santé
- Terrain de soccer et de balle
- Patinoire (bientôt couverte)
- Terrain de tennis et de pickleball, terrain de pétanque

### La Roche à Mailhot

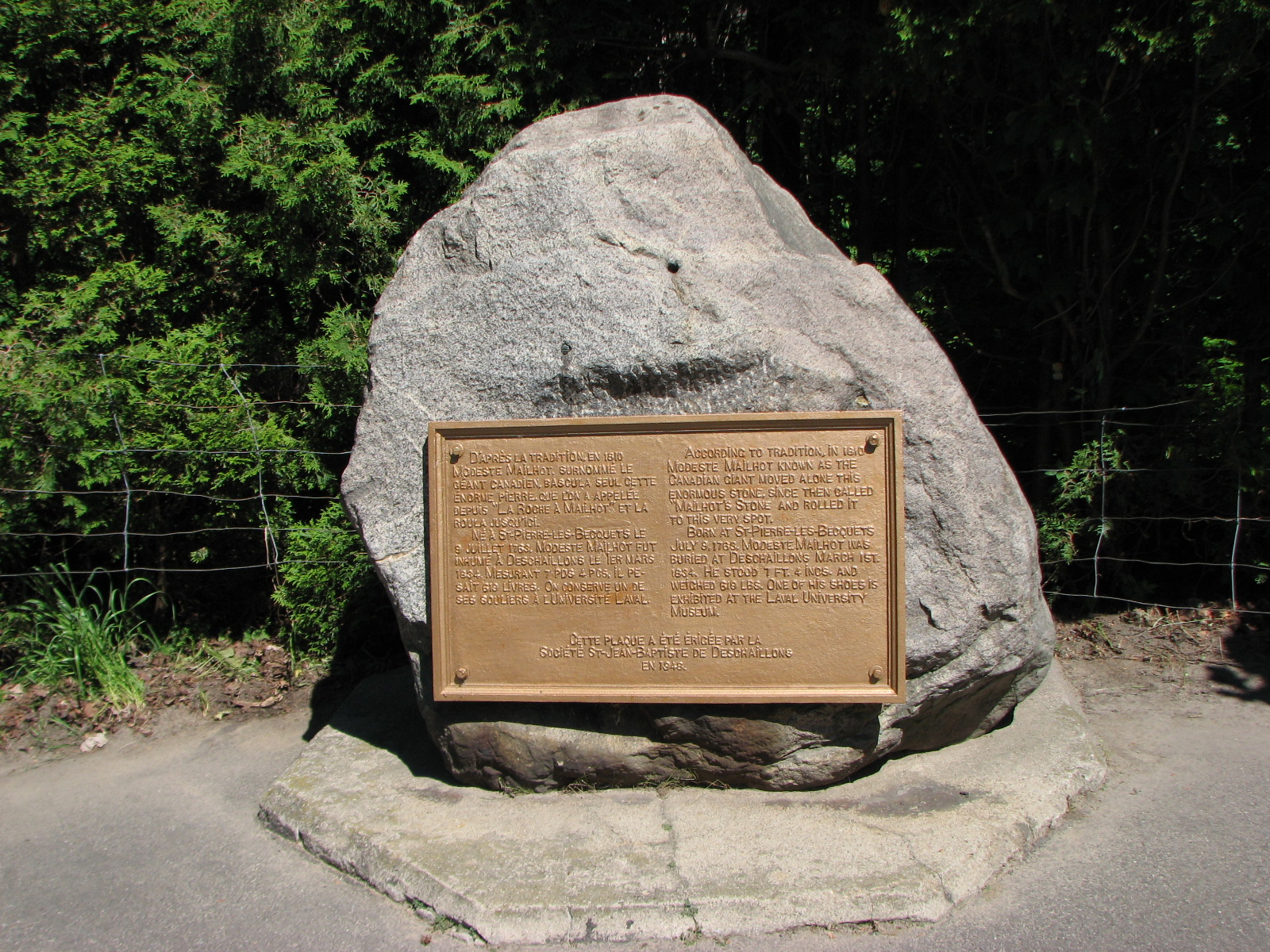
La roche que Modeste Mailhot aurait déplacée.

La légende raconte que lors de travaux vers 1810 sur la route principale de Deschaillons-sur-Saint-Laurent (maintenant la Route 132), un groupe d'ouvriers s'efforçaient à déplacer une énorme roche d'environ 6 pieds (2 mètres) de haut par 3 pieds (1,5 mètre) de large. Le groupe décida de prendre leur pause-repas et de revenir à la charge avec des chevaux pour faciliter le travail. Entretemps, le géant de Deschaillons, Modeste Mailhot, d'une taille dit-on de sept pieds et quatre pouces (2,23 mètres) et d'un poids de 619 livres (281 kilos), se retrouva seul avec la roche et la roula sur plusieurs pieds pour la mettre hors de la route. Une légende vivante venait d'entrer dans l'histoire de Deschaillons. Cette pierre se trouve toujours en bordure de la route Marie-Victorin, à 3,8 km à l'est du centre du village, avec une plaque qui décrit l'exploit ayant valu à ce colosse de Deschaillons les titres de "géant canadien" ou de "géant Modeste". Cette plaque commémorative, initialement en cuivre, a été volée à trois reprises au cours des dix dernières années.

## Galerie d'images

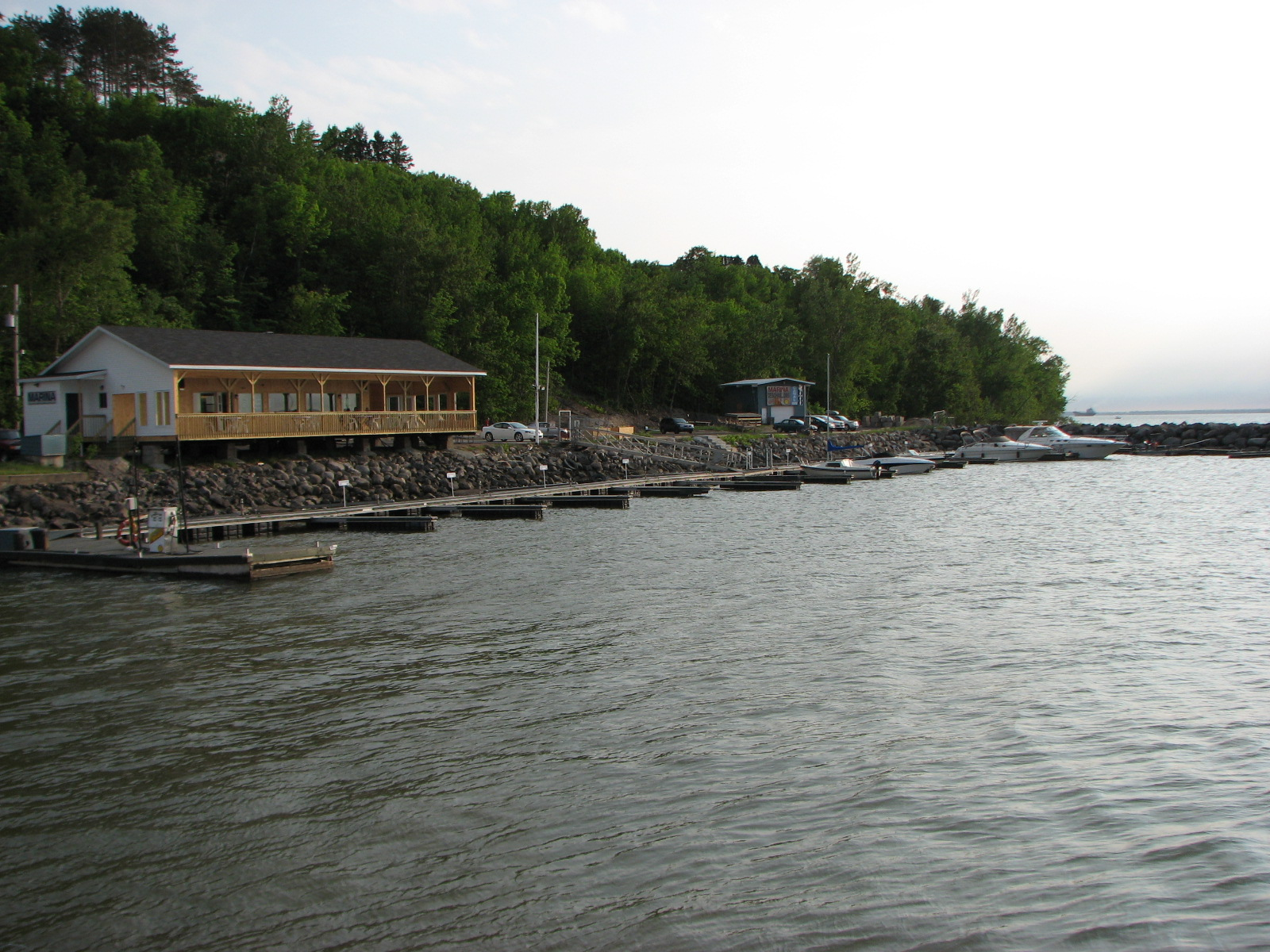
La marina
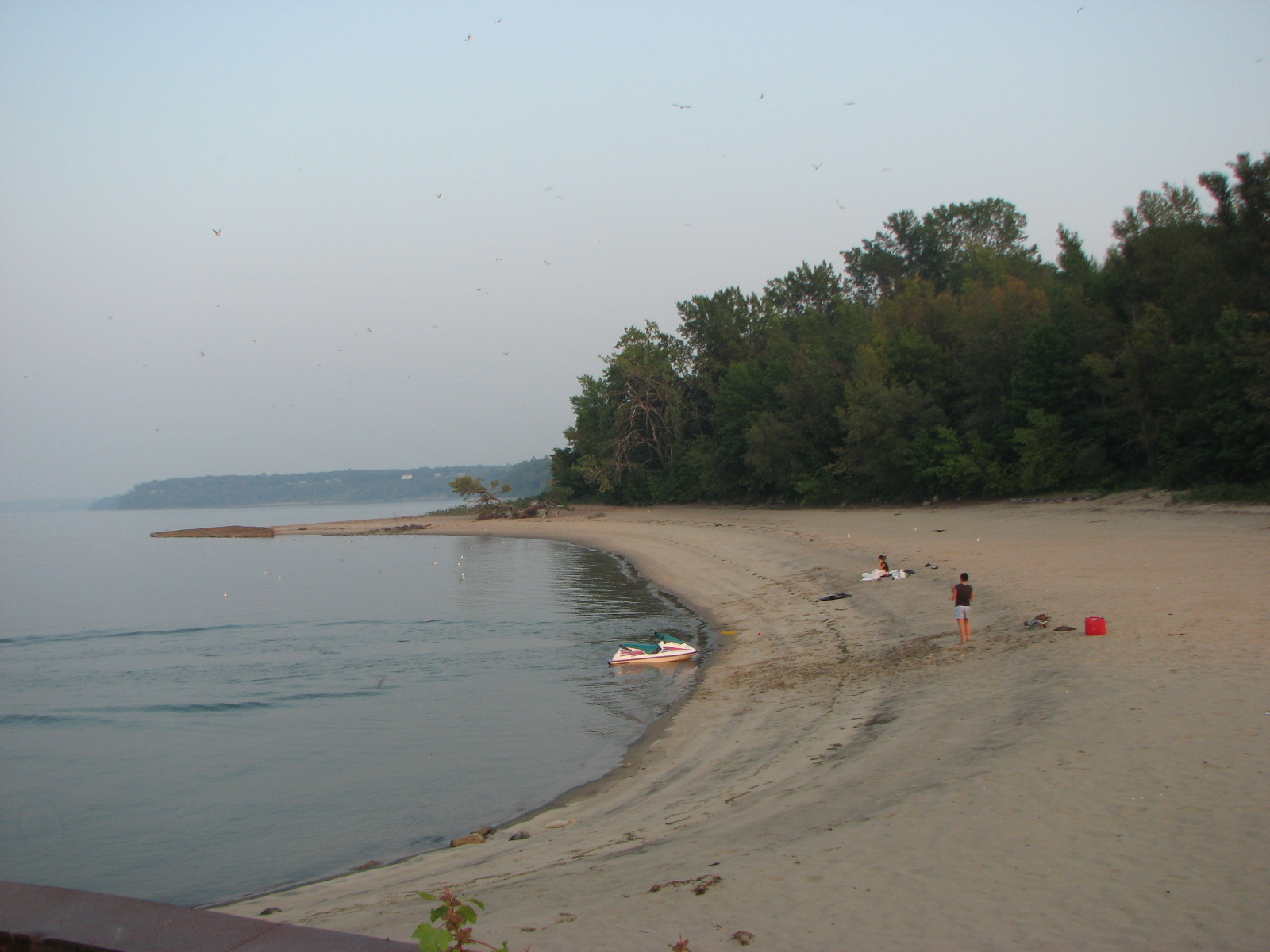
La plage
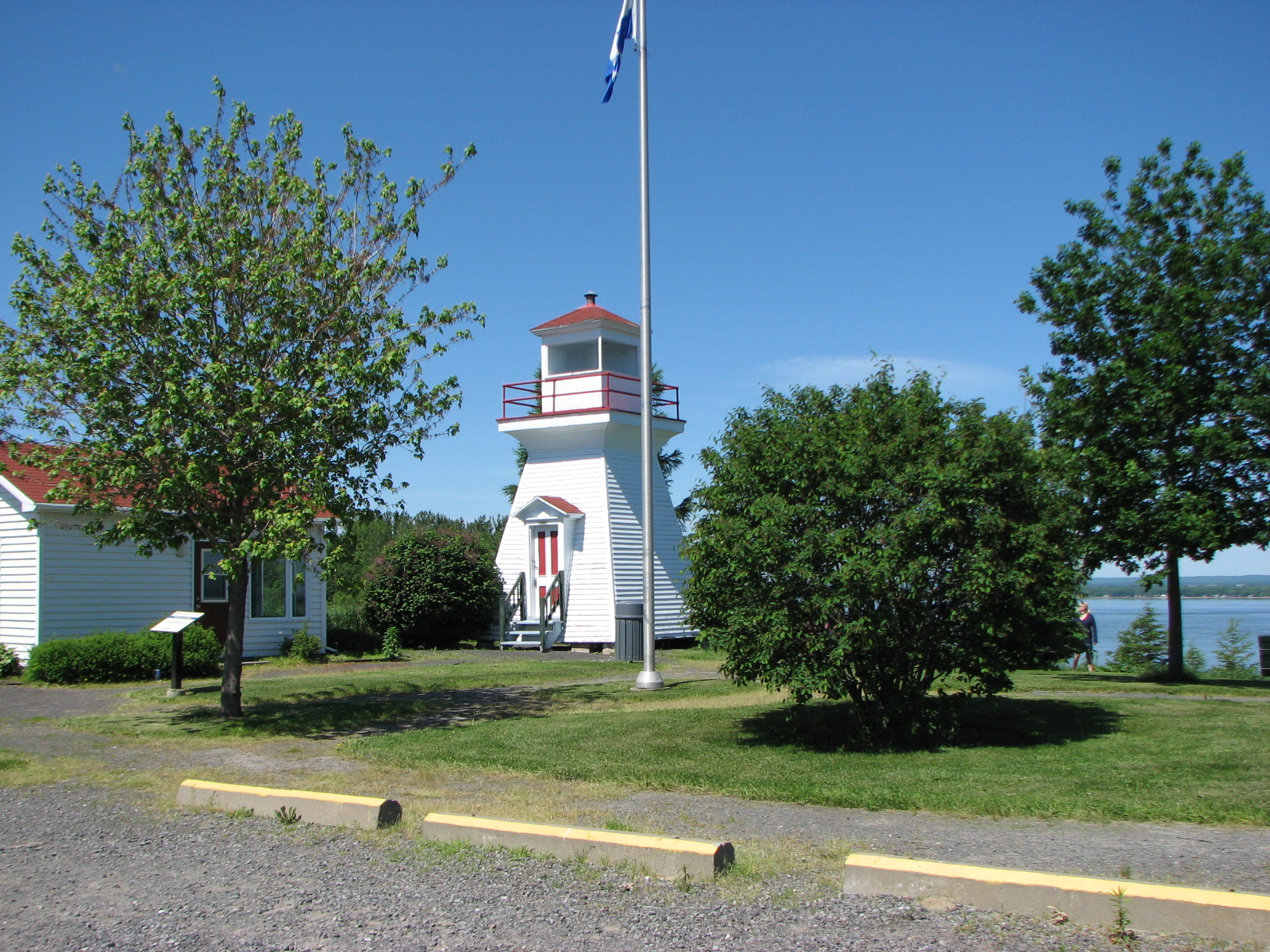
Le phare situé à la halte routière, à l'entrée ouest du village
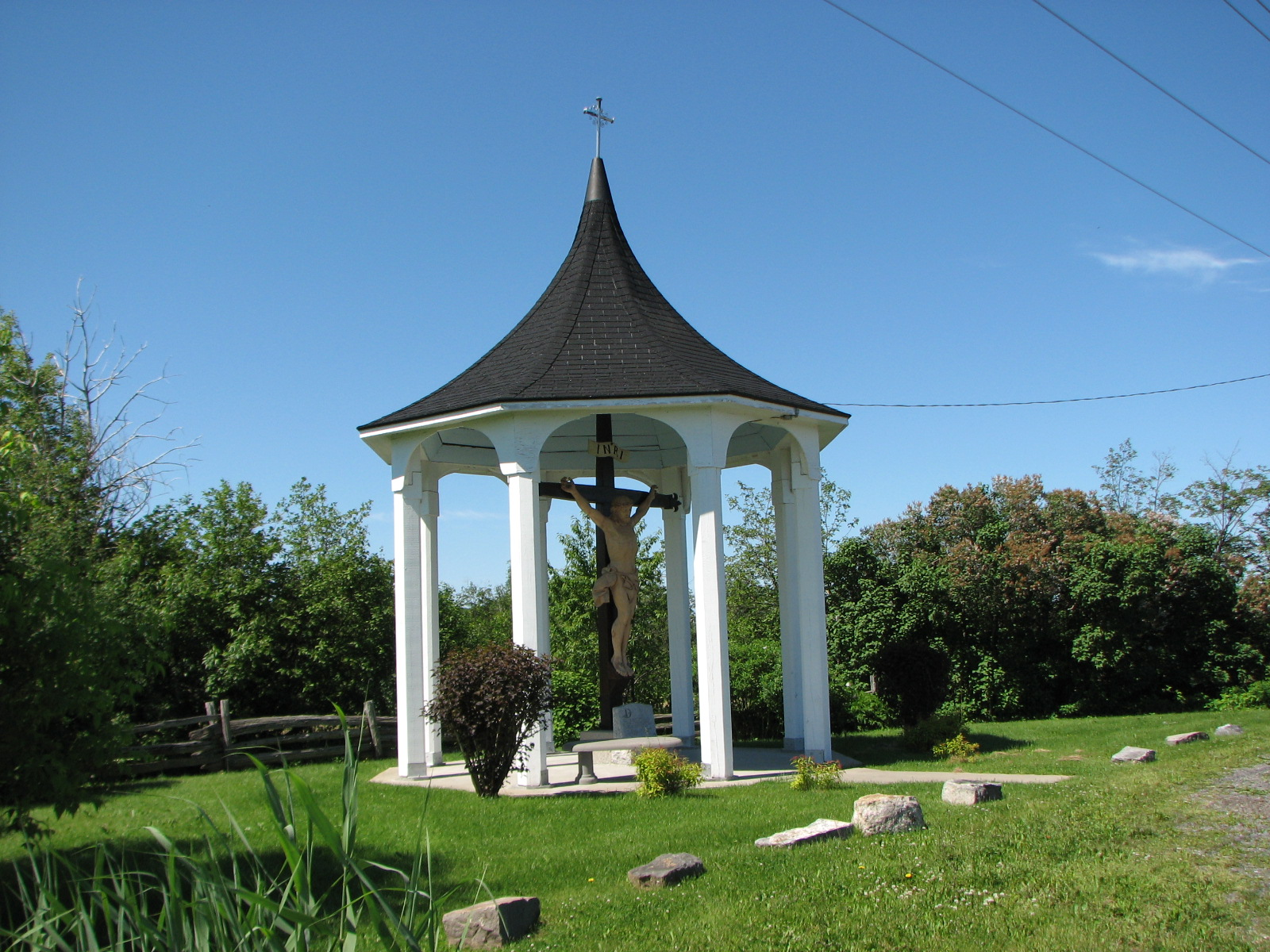
Le calvaire
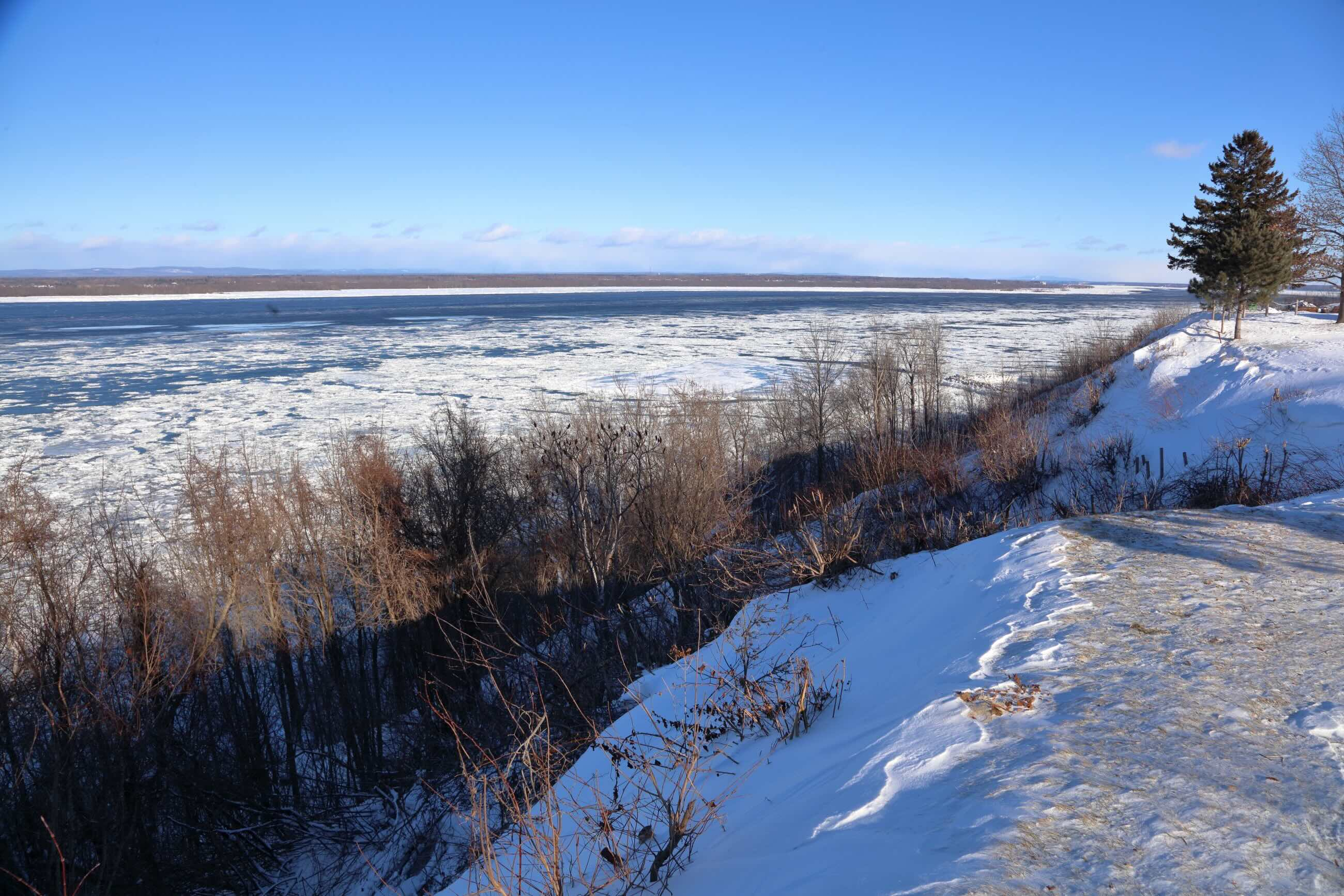
Vue hivernale du fleuve Saint-Laurent depuis le village
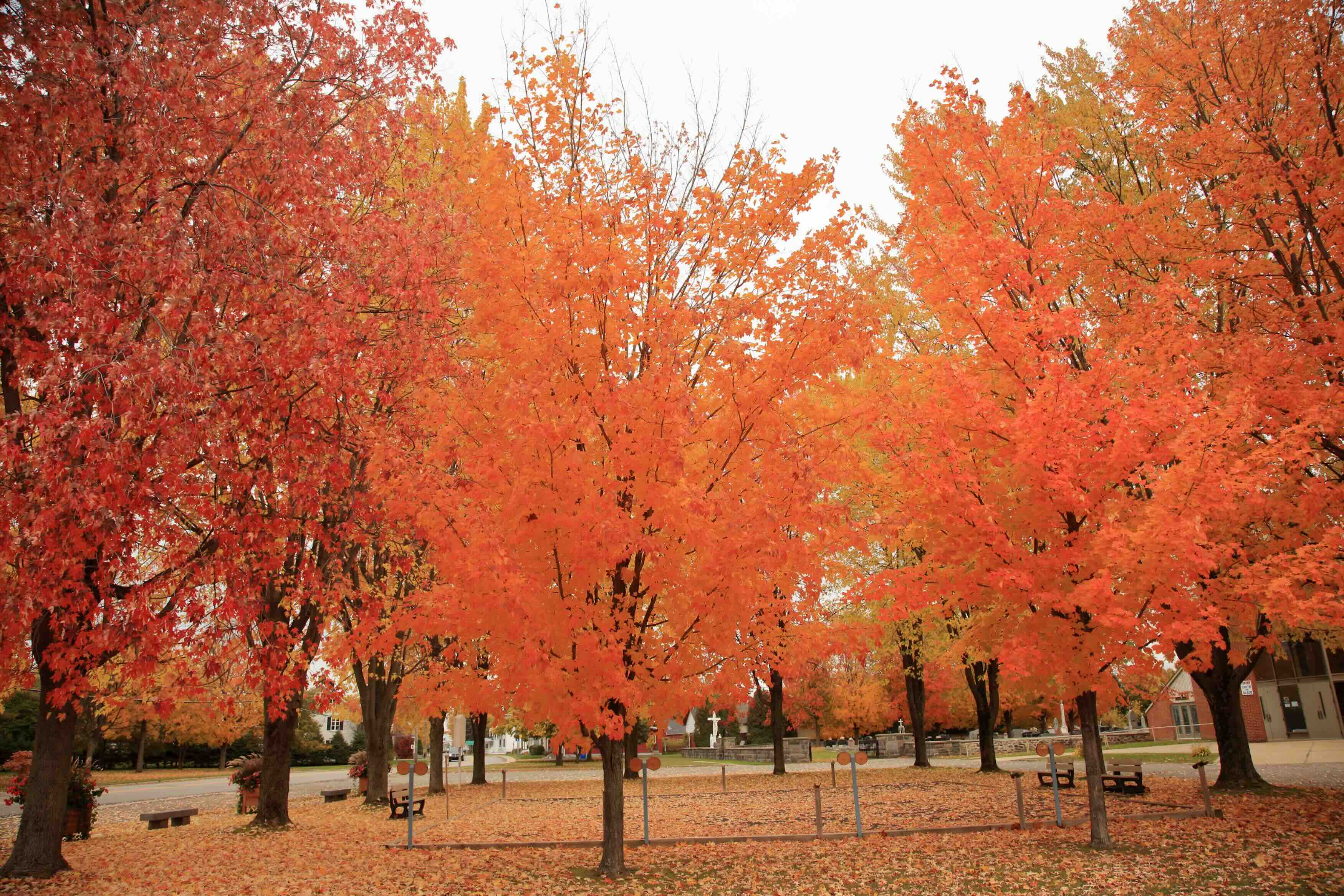
Arbres dans le parc municipal au centre du village
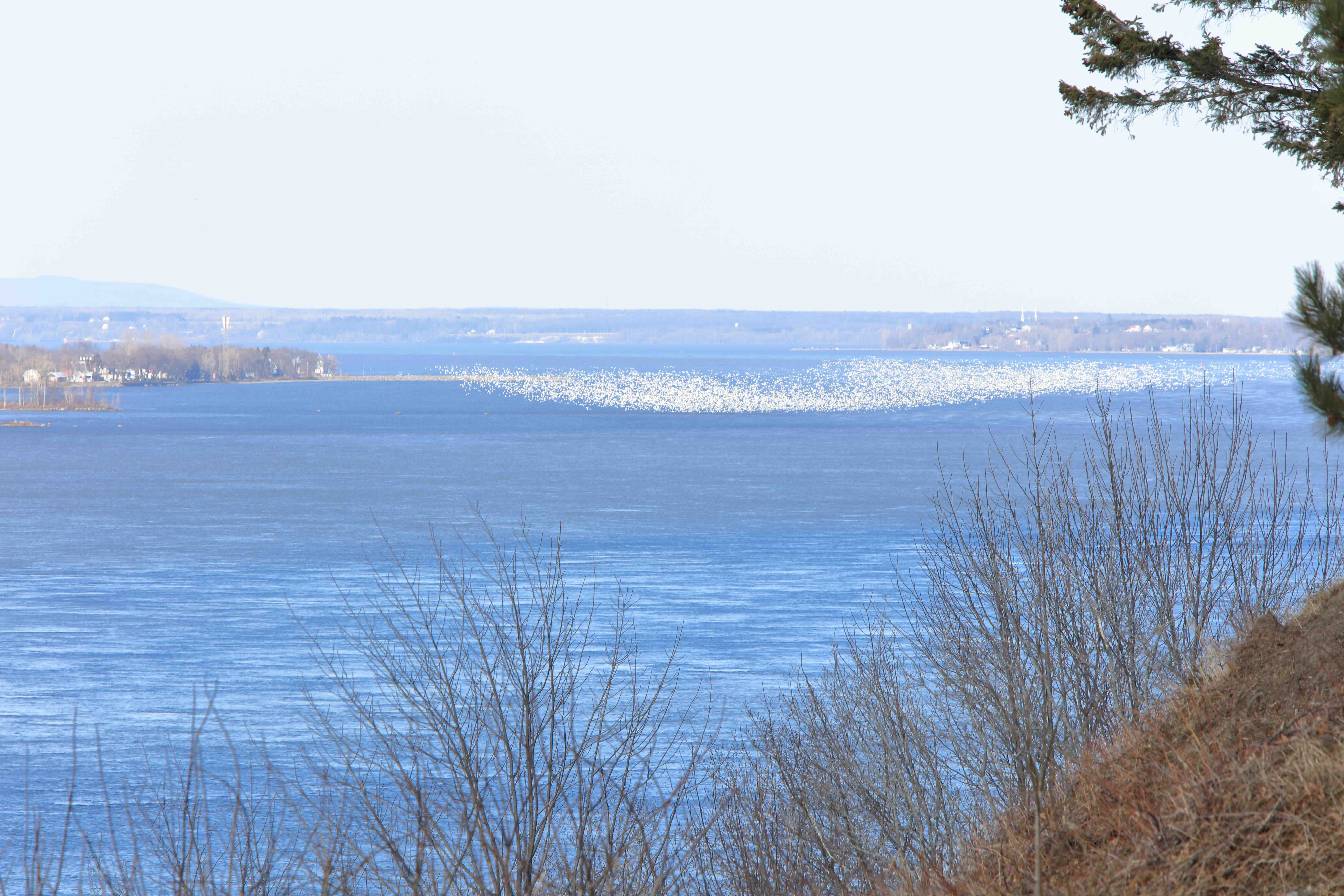
Vue des oies blanches sur le fleuve, depuis le village
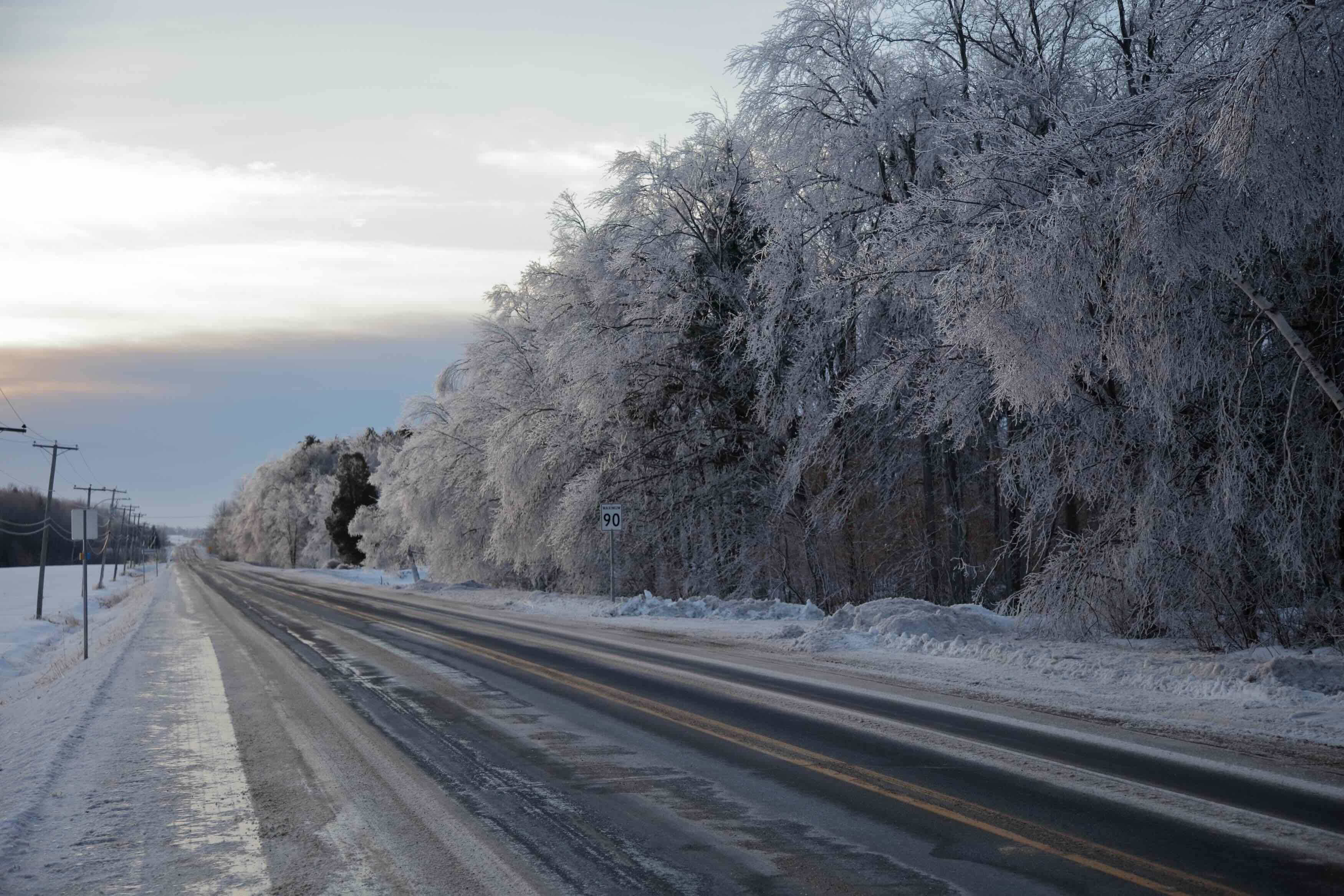
Frimas sur la route 265 à Deschaillons-sur-Saint-Laurent